# Saint-Denis Pleyel (métro de Paris)
Pour les articles homonymes, voir Pleyel (homonymie) et Carrefour Pleyel (métro de Paris).
Saint-Denis–Pleyel est une station du métro de Paris située à Saint-Denis sur la ligne 14 qui est son terminus depuis le 24 juin 2024. Elle devrait également être le terminus des lignes 16 et 17 en à partir de 2027 et assurer une correspondance avec la ligne 15 en 2031.

## Caractéristiques
La station de Saint-Denis–Pleyel est destinée à accueillir à terme 250 000 voyageurs par jour, ce qui en fera le pôle le plus important du Grand Paris Express, comparable par sa fréquentation à la gare de Châtelet - Les Halles.
La station est implantée à l'extrême sud-ouest de Saint-Denis, à l’angle des rues Pleyel et Francisque-Poulbot, à 300 mètres de la rue du Landy, qui marque la limite avec Saint-Ouen-sur-Seine. Les voies sont situées à une profondeur de 27 mètres. Les six voies des lignes 14, 15, 16 et 17 sont situées au même niveau, avec des correspondances quai à quai entre les lignes 14 et 15 et entre les lignes 15 et 16/17.
La liaison avec la station Carrefour Pleyel, sur la ligne 13, peut s'effectuer en surface par le boulevard Ornano, tandis que la correspondance avec le RER D (gare du Stade de France - Saint-Denis) est assurée par le franchissement urbain Pleyel.
La station est conçue par l'architecte japonais Kengo Kuma, et comprend un lieu d’innovation culturelle et sociale de 5 000 m2 en son sein. L'architecte a conçu l'ouvrage avec des poutres verticales en chêne pour habiller la façade, et des planches horizontales en mélèze afin de guider les voyageurs à l'intérieur, tout en laissant passer la lumière, jusqu'au niveau -3, enfoui à 27 mètres de profondeur.
Egis a intégré à l'enveloppe un système thermodynamique à haut rendement pour répondre aux besoins de chauffage et de fraicheur avec trois thermo-frigo-pompes quatre tubes, trois groupes de production d'eau glacée et 50 armoires de climatisation.
L'artiste Prune Nourry déploiera (en 2026) dans l'atrium de la gare, comme deux bataillons verticaux, une armée de 108 Vénus, figures universelles, inspirées des premières représentations de la femme au Paléolithique,.
La station comporte également sur les quais de la ligne 14 des fresques de Sergio García Sánchez et intégrera sur ceux de la ligne 16/17 une fresque de Geneviève Gauckler.

## Franchissement urbain du faisceau ferroviaire
La gare offre une correspondance avec la ligne D du RER par un ouvrage au-dessus du plateau ferroviaire : le franchissement urbain Pleyel. Le financement de cet ouvrage a été confirmé en juin 2018.
Long de 365 mètres et conçu par l’architecte Marc Mimram, ce pont traverse l'important faisceau ferroviaire emprunté notamment par les trains du RER D, les Thalys et les Eurostar. Il permet ainsi de rapprocher le quartier Pleyel (dont le projet de village olympique) de celui de La Plaine, ainsi que de faciliter les circulations entre la Seine-Saint-Denis et les Hauts-de-Seine. Le pont comprendra (en 2026) une route, une bretelle réservée aux circulations douces et doit aussi être bordé d'immeubles.

## Construction

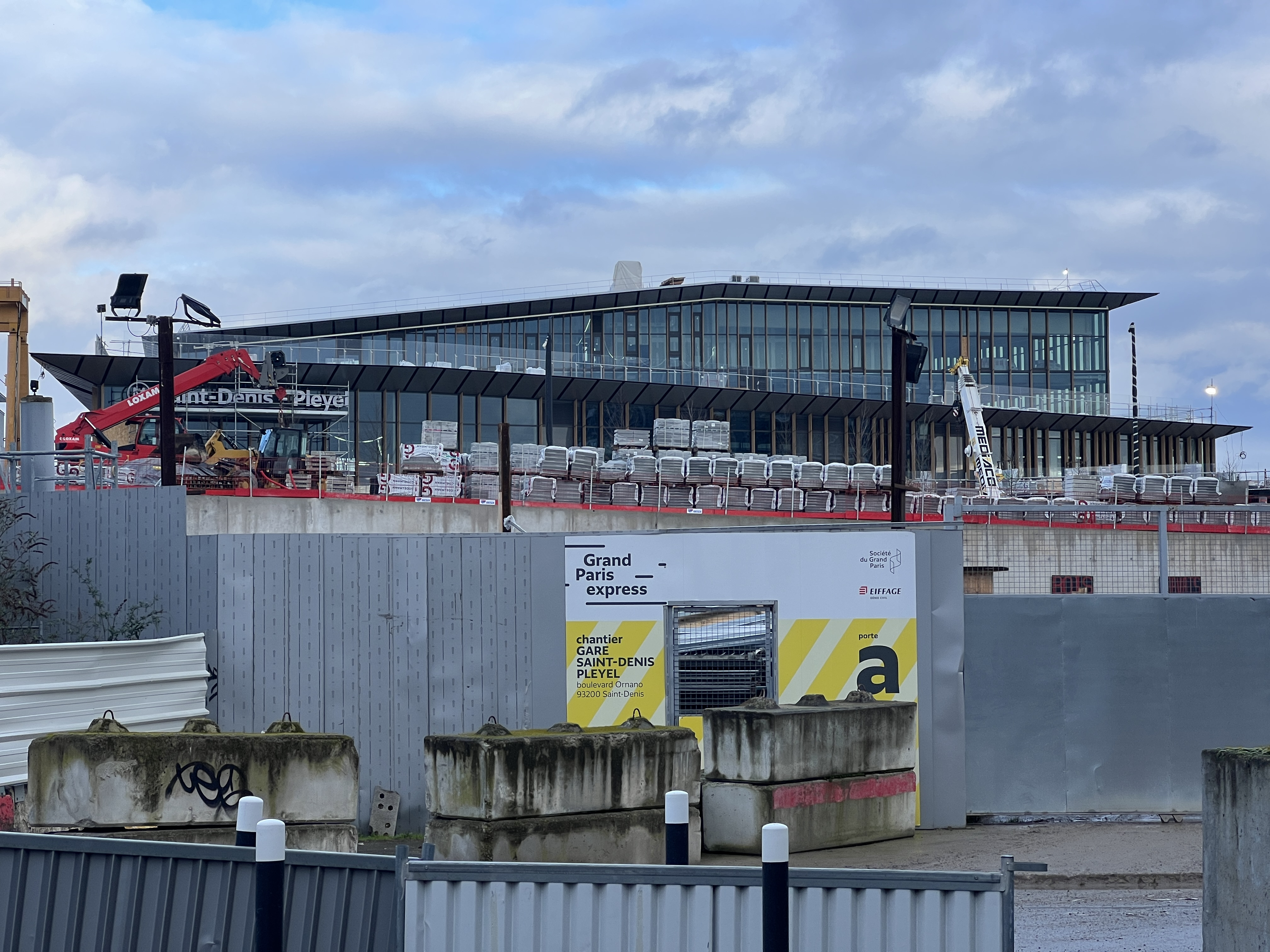
Le chantier en février 2024.

La construction de ce tronçon des lignes 16 et 17, y compris cette station, a été déclarée d'utilité publique le 28 décembre 2015.
Les travaux préparatoires — d'abord des démolitions — ont commencé en avril 2017. Le génie civil commence en avril 2018 avec la réalisation des murs souterrains de la station.
Les travaux de génie civil de la station sont officiellement lancés les 20 et 21 octobre 2018 lors d'une fête appelée KM4.
Sa réalisation est pilotée par le groupement Egis Rail / Tractebel. Les travaux de génie civil sont attribués à un groupement constitué d’Eiffage Génie Civil, en qualité de mandataire et de Razel-Bec, Eiffage Rail, Travaux du Sud-Ouest (TSO) et TSO Caténaires en tant que cotraitants. La construction a commencé mi-2018 pour une livraison en 2024.
La construction des parois moulées a démarré en décembre 2018 et se terminera début 2020. La SGP s'est fixé comme objectif de livrer la station pour les Jeux olympiques d'été de 2024, afin de contribuer à la desserte des  épreuves organisées à Saint-Denis.
En avril 2020, les travaux tous corps d’état de la future station ont été attribués à l’entreprise BESIX pour un montant de 100 millions d’euros. Ce marché comprend la réalisation des façades et de la verrière de la station, des voiries et réseaux divers, les corps d’état architecturaux et les corps d’état techniques (plomberie, chauffage, électricité). En plus de la station, ce marché porte également sur quatre ouvrages de service : trois destinés à la sécurité des voyageurs, la ventilation et le désenfumage des tunnels (ouvrage Cachin, ouvrage des Étoiles et ouvrage des Acrobates) et un ouvrage de retournement de trains (ouvrage Finot).

### Accidents
Deux ouvriers sont morts sur le chantier, en décembre 2020 et en janvier 2022,. En mai 2025, deux dirigeants de l’entreprise Sampieri Construction sont condamnés pour homicide involontaire par le tribunal de Bobigny à respectivement deux ans de prison avec sursis et 10 000 euros d’amende et six mois de prison avec sursis et 3 000 euros d’amende, la société elle-même étant pénalisée de 40 000 euros pour l'accident mortel survenu le 5 janvier 2022, au niveau -3 de la construction de la gare.

## Histoire
La station est initialement dénommée par son nom de projet Saint-Denis Pleyel. Le nom officiel de la station a été défini à travers une consultation publique qui a eu lieu du 20 juin au 4 juillet 2022 parmi trois propositions : Saint-Denis Pleyel, Carrefour Pleyel et Ignace Pleyel,. Finalement, comme annoncé le 27 juillet 2022, les votants ont entériné le nom initial Saint-Denis Pleyel. Le nom de la station fut plus tard écrit Saint-Denis–Pleyel.

## Services des voyageurs
Le 30 mai 2023, Île-de-France Mobilités attribue lors de son conseil d'administration l'exploitation de la station à Keolis pour une durée de sept années, plus trois en option. L'entreprise franco-québécoise se voit également attribuer l'exploitation des lignes 16 et 17 dont les mises en service sont prévues, en deux phases, fin 2026 et fin 2028,.

### Accès
La station comporte quatre accès :
- Accès no 1 « Boulevard Ornano » ;

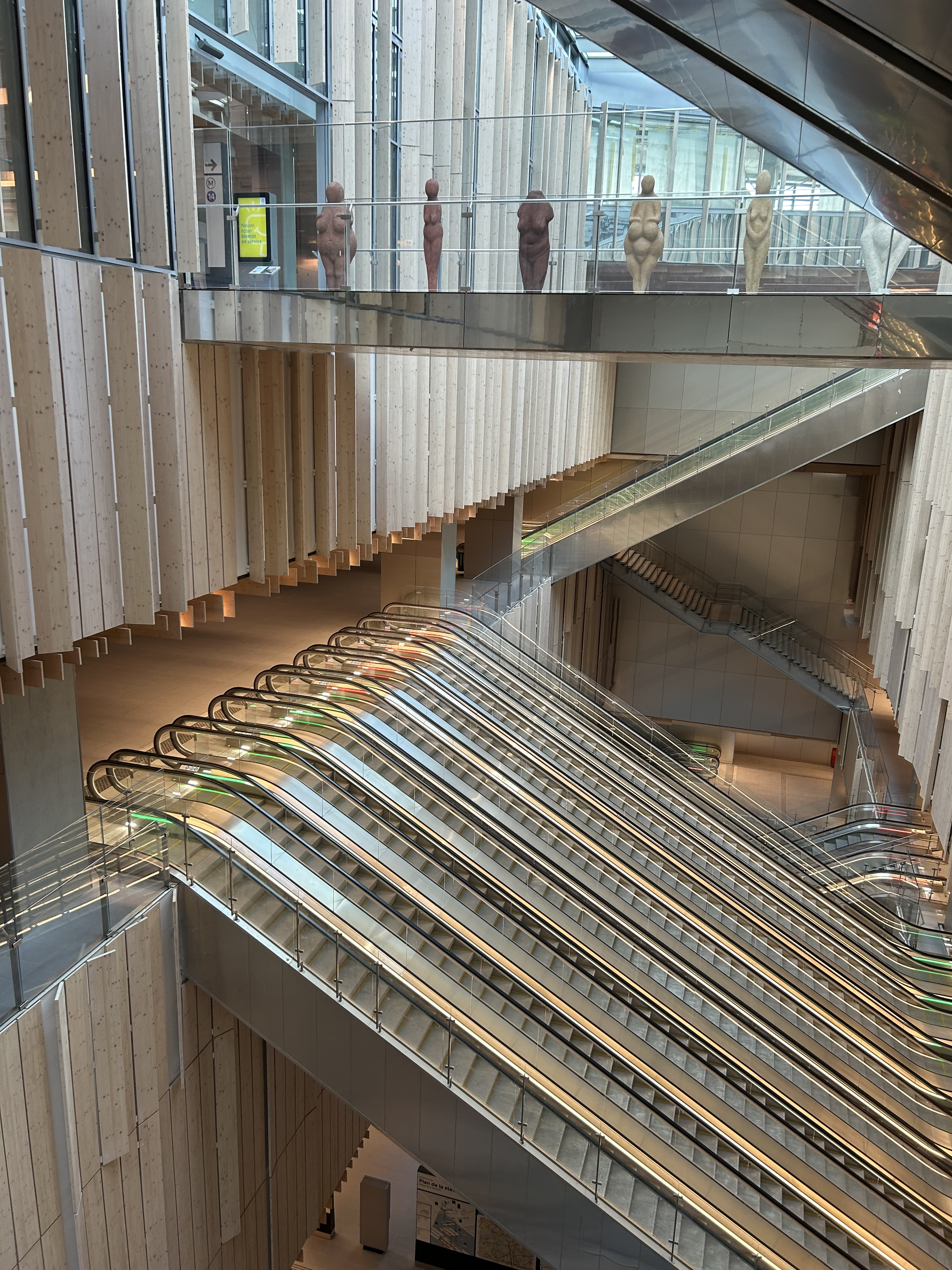
Puits de lumière donnant sur les escaliers mécaniques.

- Accès no 2 « Rue Francisque Poulbot » ;
- Accès no 3 « Rue du Landy » ;
- Accès no 4 « Place aux Étoiles », qui donne accès au franchissement urbain Pleyel, et donc à la gare du RER D, ainsi qu'au Stade de France.

Accès à la station
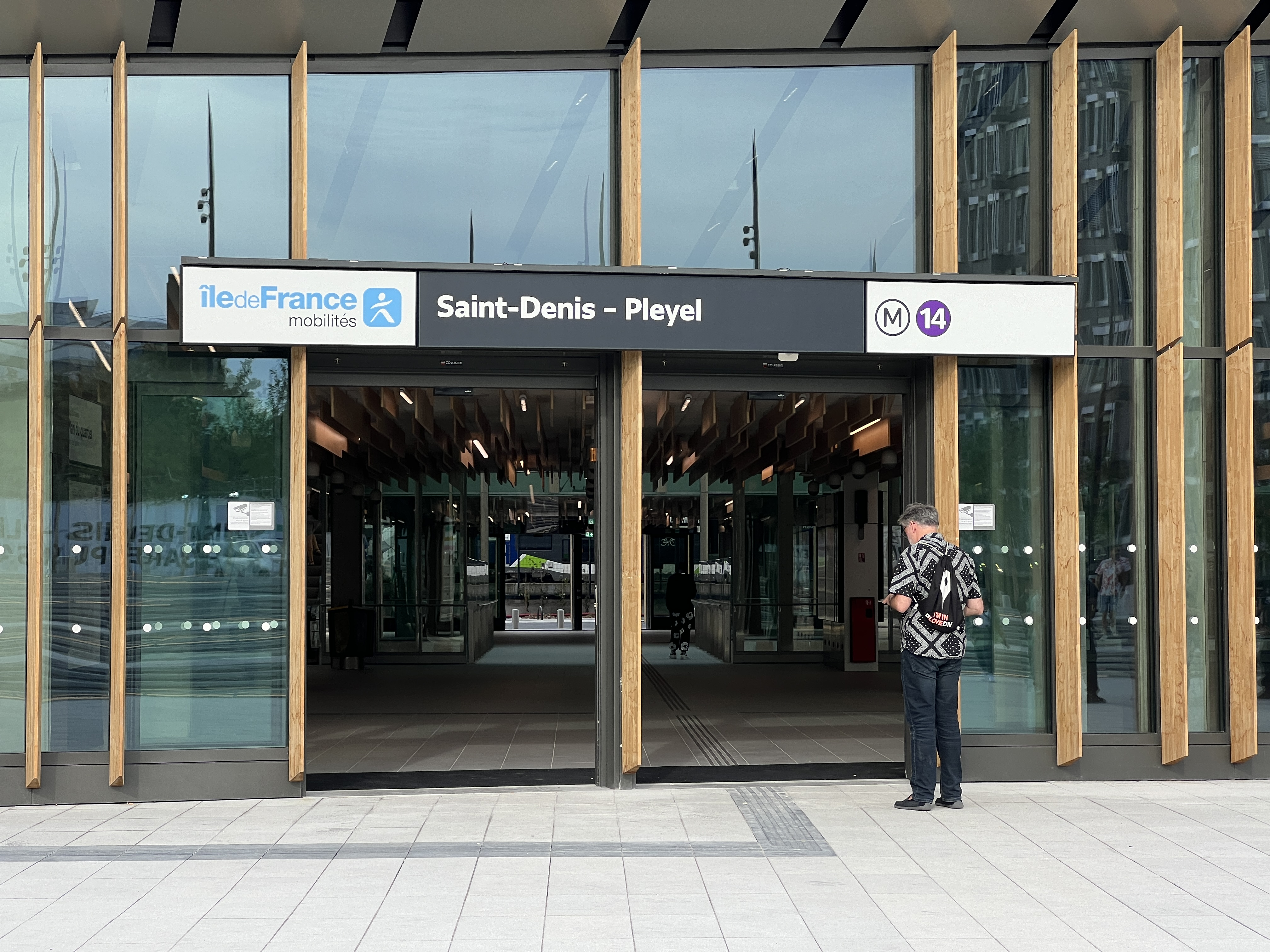
L'accès no 1 « Boulevard Ornano ».
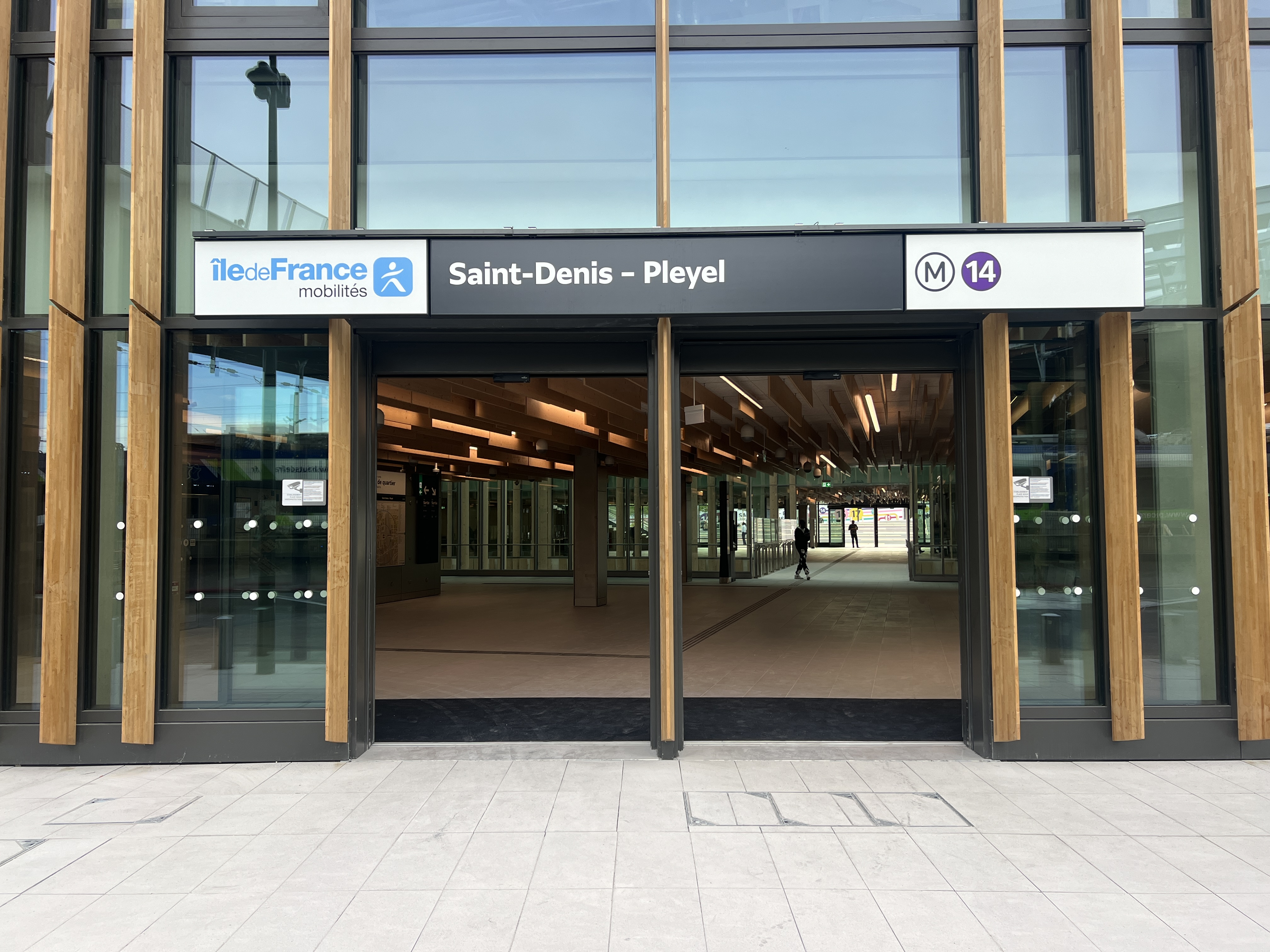
L'accès no 2 « Rue Francisque Poulbot ».
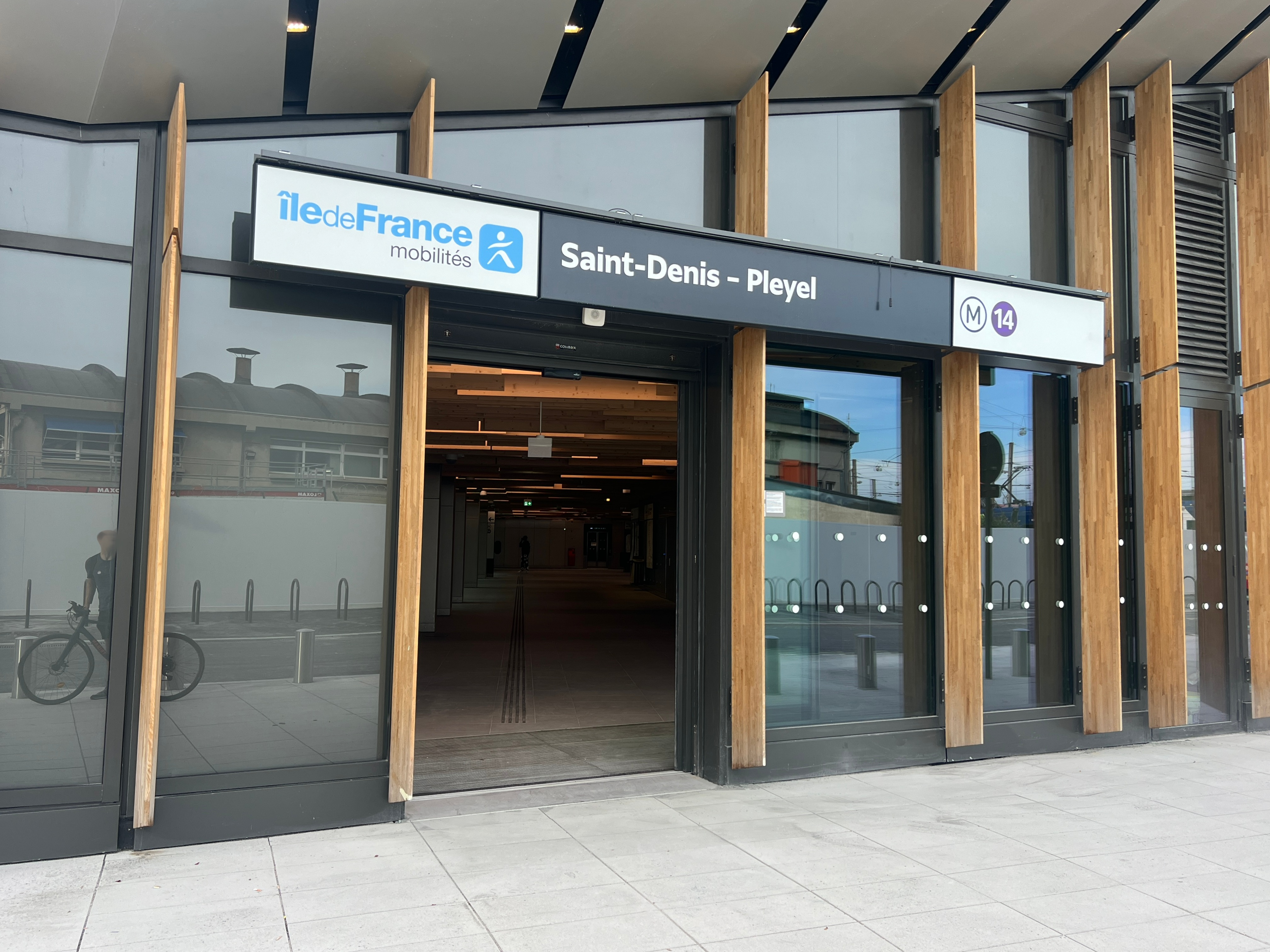
L'accès no 3 « Rue du Landy ».
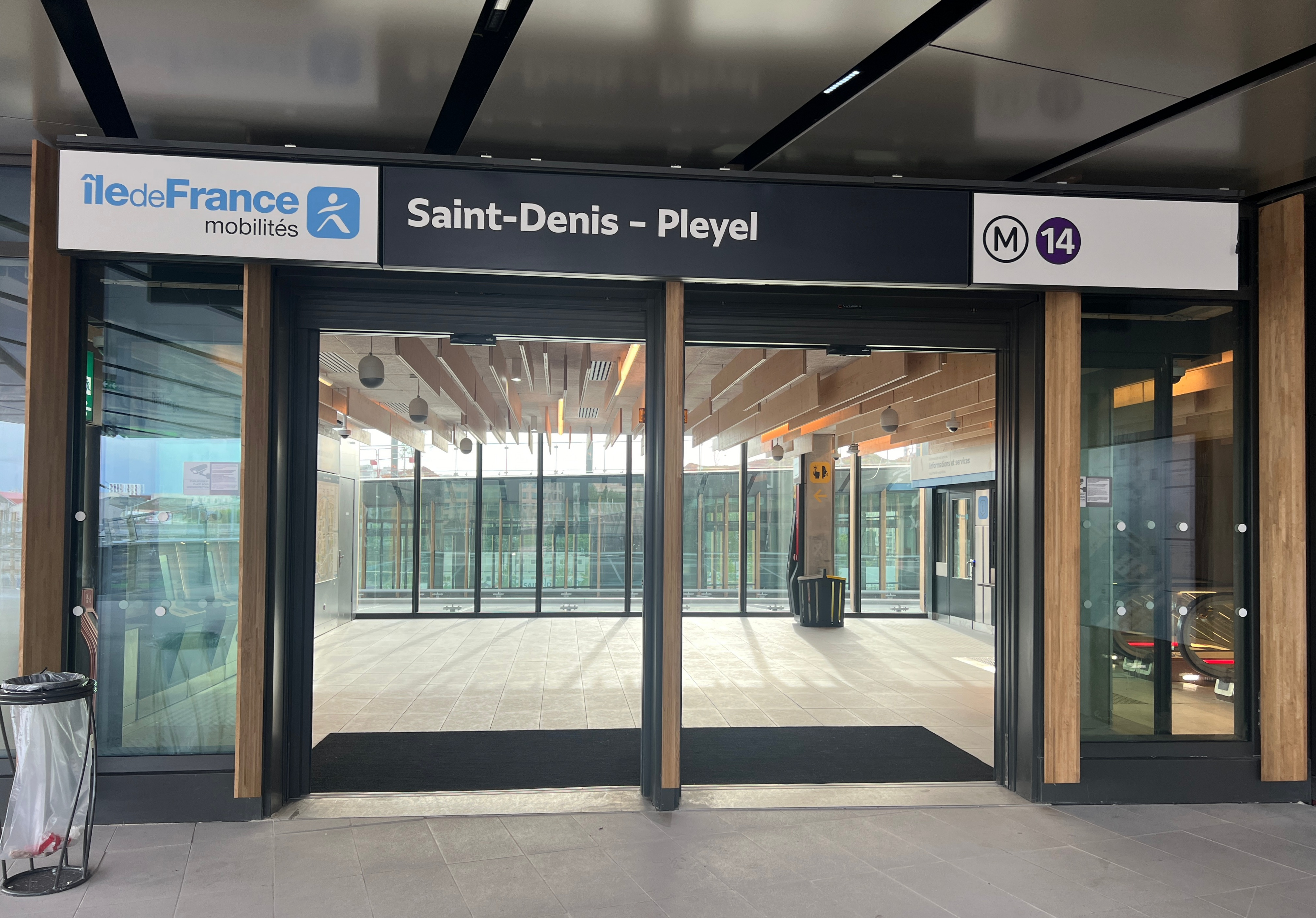
L'accès no 4 « Place aux Étoiles ».

### Quais
Les quais de la ligne 14, seuls quais pour l'instant ouverts, font 120 mètres de long, comme tous les quais de la ligne. Les quais sont bordés de façades de quai dont la particularité est qu'elles montent jusqu'au plafond — particularité que l'on retrouve dans l'intégralité des nouvelles gares ouvertes lors du prolongement, dont celle de l'aéroport d'Orly — et qui correspond aux nouvelles normes architecturales de la Société des Grands Projets. Le quai de départ communique directement avec le futur quai direction Champigny Centre de la ligne 15 Est, pour le moment fermé par un mur provisoire.

### Intermodalité
La station est desservie par les lignes 139 et 255 du réseau de bus RATP.

## Projet de correspondance avec la ligne H
Le 7 mai 2021, le premier ministre Jean Castex annonce la création d'une correspondance de la ligne H avec la station via le franchissement Pleyel qui serait réalisée entre 2026 et 2030.